# Сосновка (бывшее Луговское сельское поселение, Гурьевский городской округ)
Сосновка — упразднённый посёлок в Гурьевском городском округе Калининградской области. Входил в состав Луговского сельского поселения. В 2024 году объединен с посёлком Рыбное.

## История
В 1950 году Кафелинг был переименован в поселок Сосновку.

## Население
| 2002 | 2010 |
| ---- | ---- |
| 124  | ↘8   |

В 1910 году в Кафелинге проживало 70 человек.